# إغنازيو فيلا
إغنازيو فيلا (بالإنجليزية: Ignazio Vella)‏ هو شخصية أعمال وكبير الإداريين التنفيذيين أمريكي، ولد في 13 يوليو 1928 في سونوما في الولايات المتحدة، وتوفي بنفس المكان في 9 يونيو 2011.